# Torneo experimental de Barcelona
El Torneo experimental de Balonmano se celebró en Barcelona del 23 al 25 de mayo de 1986. El campeón fue el equipo sueco del Redbergslids Göteborg.

## Objetivos
Prueba práctica de las posibles nuevas Reglas.
- Anulación del saque de centro después de cada gol.
- Permitir a los jugadores del equipo atacante permanecer en el área de golpe franco durante la ejecución de esta sanción técnica.
- Derecho a solicitar por cada equipo un tiempo muerto de 1 minuto de duración en cada periodo del partido.
- Sancionar con golpe franco el pase hacia su propio campo atravesando la línea central.

## equipos participantes
- FC Barcelona
- Atlético Madrid
- VfL Gummersbach
- Redbergslids Göteborg

## Grupo
| Equipo                | PJ | PG | PE | PP | GF | GC | Dif | Pts |
| --------------------- | -- | -- | -- | -- | -- | -- | --- | --- |
| Redbergslids Göteborg | 3  | 3  | 0  | 0  | 72 | 68 | +5  | 6   |
| Atlético Madrid       | 3  | 1  | 0  | 2  | 60 | 60 | 0   | 2   |
| VfL Gummersbach       | 3  | 1  | 0  | 2  | 73 | 74 | -1  | 2   |
| FC Barcelona          | 3  | 1  | 0  | 2  | 73 | 77 | -4  | 2   |

| Fecha      | Lugar     | Local                 | Resultado    | Visitante             |
| ---------- | --------- | --------------------- | ------------ | --------------------- |
| 23 de mayo | Barcelona | Redbergslids Göteborg | 26:25(12:16) | FC Barcelona          |
| 23 de mayo | Barcelona | VfL Gummersbach       | 20:19(11-9)  | Atlético Madrid       |
| 24 de mayo | Barcelona | Atlético Madrid       | 21:17(11:10) | FC Barcelona          |
| 24 de mayo | Barcelona | Redbergslids Göteborg | 24:23(14:10) | VfL Gummersbach       |
| 25 de mayo | Barcelona | Atlético Madrid       | 20:23(9-8)   | Redbergslids Göteborg |
| 25 de mayo | Barcelona | FC Barcelona          | 31:30(11:16) | VfL Gummersbach       |

## Premios individuales
| Premio        | Jugador      | Equipo          |
| ------------- | ------------ | --------------- |
| Mejor jugador | Lorenzo Rico | Atlético Madrid |